# Madame Antoine Meilland

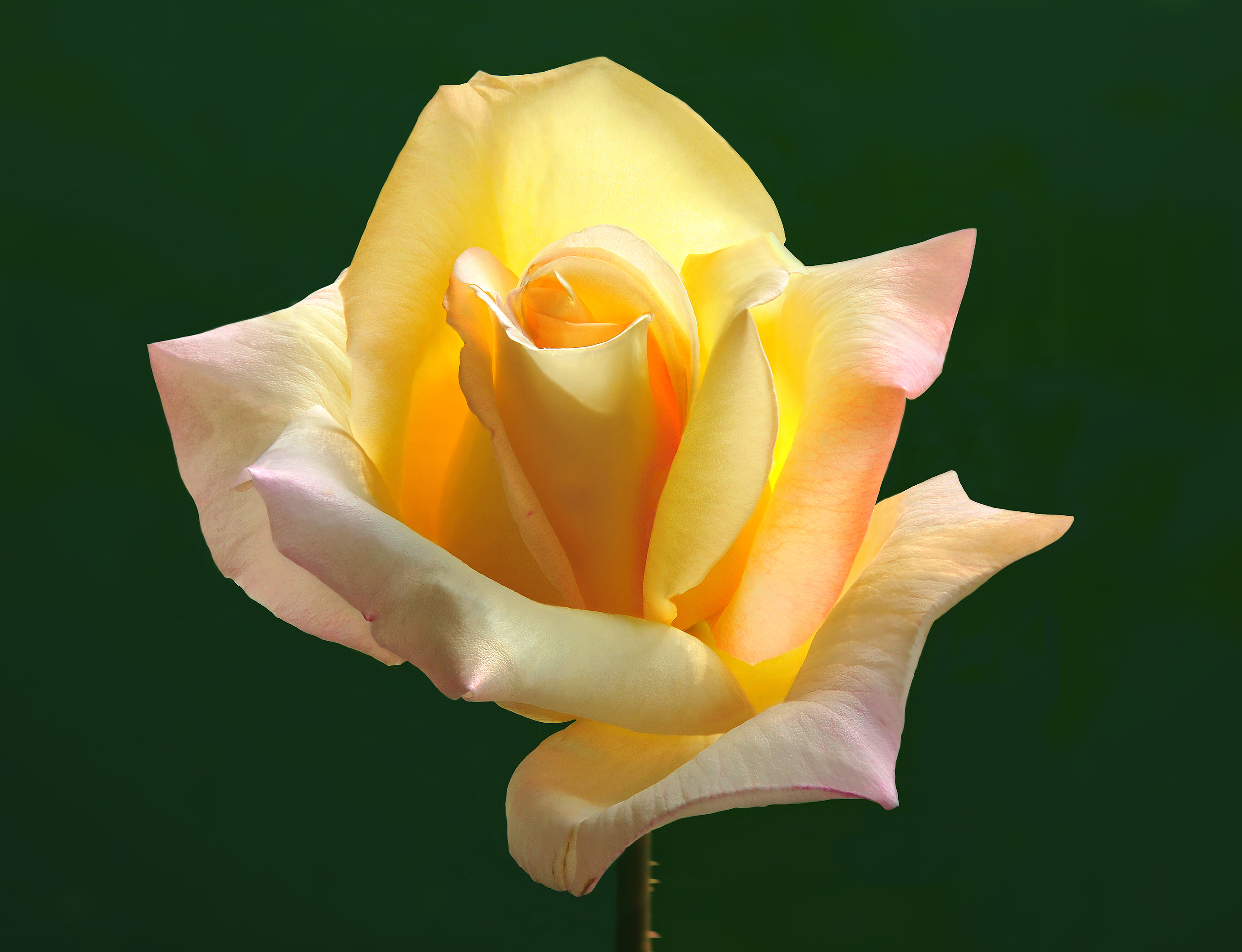
Madame Antoine Meilland

Madame Antoine Meilland, o 'Madame A. Meilland' més coneguda com a Peace als països anglòfons, és una varietat de roser híbrid de te dels més cultivats i més coneguts de tots els temps. El seu creador va dedicar-lo a la seva mare, Claudia Dubreuil (nom de naixement). S'anomena Gloria Dei a Alemanya i Gioia a Itàlia.

## Història
Aquest roser va ser desenvolupat per l'horticultor francès Francis Meilland, entre els anys 1935 i 1939. Quan Meilland intueix que la invasió de França per l'exèrcit alemany és imminent envia esqueixos de diverses varietats de rosers a amics d'Itàlia, Turquia, Alemanya i al seu socis dels EUA, la companyia Conard-Pyle Co, per tal de preservar el nou híbrid.
El seu nom anglès va ser també el resultat de la guerra. L'any de la seva sortida al mercat, el 1945, Meilland va escriure al mariscal de camp Alan Brooke (que esdevindria el vescomte Alanbrooke el 1946), que havia estat el màxim responsable de l'estratègia principal que va permetre guanyar la Segona Guerra Mundial, per agrair-li el seu paper clau en l'alliberació de França i per demanar-li que acceptés anomenar aquest roser amb el seu nom. En Brooke va declinar l'oferiment tot dient que la proposta l'honorava però que el seu nom seria ràpidament oblidat i que un nom molt més durador i adequat seria el de «Peace» (la «Pau»).

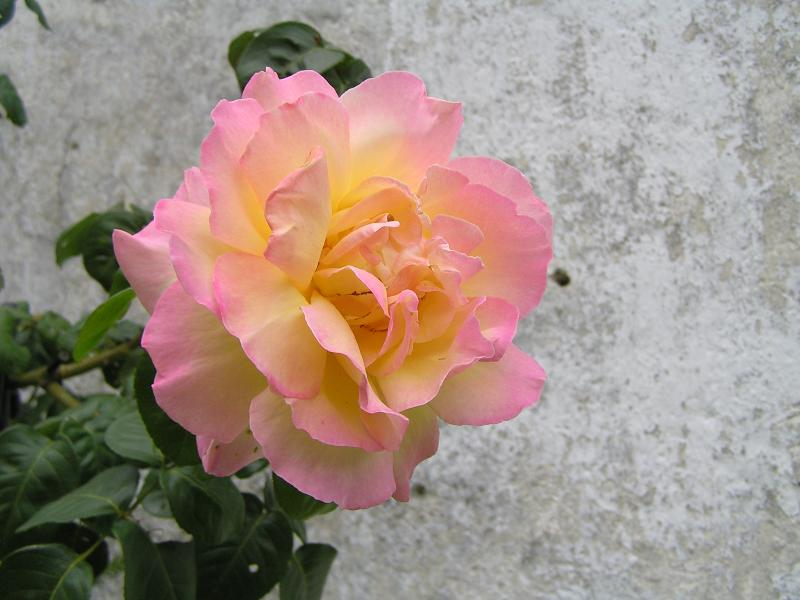
‘Mme A. Meilland'

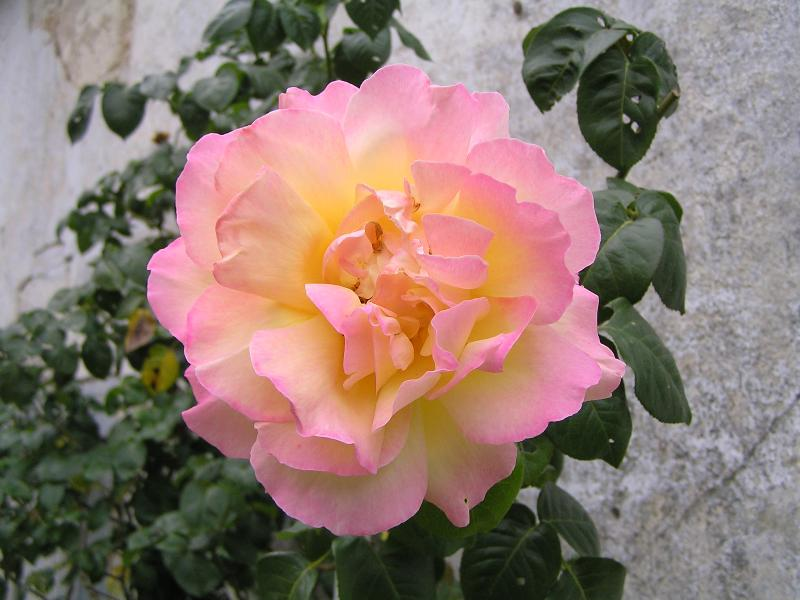
‘Mme A. Meilland'

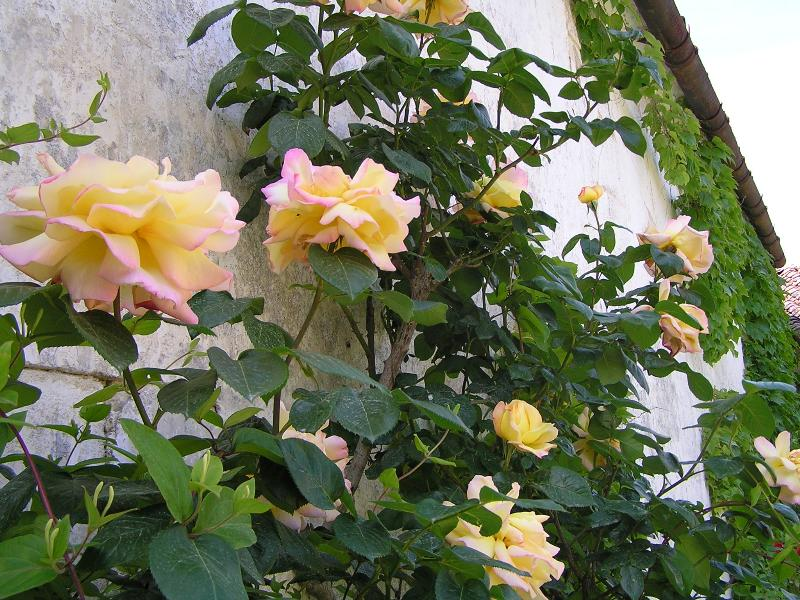
‘Mme A. Meilland' grimpant

El nom de ‘Peace' és una designació comercial; el nom oficial del cultivar és Rosa ‘Madame Antoine Meilland'. El roser va ser presentat al públic dels Estats Units amb aquest nom comercial el 29 d'abril de 1945 pel seu introductor, Robert Pyle de la societat Conard-Pyle Co. Aquell mateix dia queia Berlín i per això és la data que marca oficialment la fi de la Segona Guerra mundial a Europa. Aquell mateix any totes les delegacions participants en la reunió inaugural de les Nacions Unides a San Francisco van rebre roses ‘Peace' acompanyades cadascuna amb una targeta que llegia: « Esperem que la rosa ‘Peace' durà els pensaments humans cap a una pau duradora al món».

## Descripció
Es tracta d'un híbrid de te de grans flors (amb freqüència d'entre 16 i 18 cm de diàmetre), molt dobles i que s'obren en copa. El seu color, un groc pàl·lid o crema lleugerament vorejat de carmí, canvia sovint segons la terra, el sol i l'edat de la flor. Les flors apareixen solitàries o en grups de dos o tres al capdamunt de tiges fortes. La floració pot ser contínua des d'abril fins a octubre. El fullatge és verd viu. La forma de l'arbust és alta, de 80 a 90 cm i existeix una varietat enfiladissa molt vigorosa que arriba al 3m d'alçada.
Es tracta d'un roser vigorós, resistent a les malalties i que manté les seves qualitats amb els anys, cosa que el fa molt popular com a planta de jardí i en el comerç de flors. Des que va ser introduït el 1945 se n'han venut més d'un centenar de milions d'aquesta varietat a tot el món.

## Llinatge
El roser ‘Madame A. Meilland' és el resultat del següent creuament : 
[(‘Georges Dickson' × ‘Souvenir de Claudius Pernet') × (‘Joanna Hill' × ‘Charles P Kilham')] × ‘Margaret Mc Gredy'.
D'entre els seus descendent hi ha ‘Chicago Peace', un «sport» que va aparèixer el 1962 a la regió de Chicago (Estats Units) que es distingeix de ‘Madame A. Meilland' pel color de les seves flors que són roses.

## Premis i distincions
- Rosa favorita del món, 1976[2]